# Laura Sippola
 Laura-Liina Sippola (née le 14 septembre 1974 à Lapua, Finlande) est une pianiste et auteure-compositrice-interprète vivant à Helsinki, Finlande.

## Biographie
Après avoir débuté le piano pendant plusieurs années seule, Laura Sippola rentre à l’école de musique de Lapua. À l'âge de huit ans, elle étudie le solfège, la technique et le répertoire pour piano avec Madame Elina Pataila. À l'âge de quinze ans elle s’installe à Oulu pour suivre ses études au lycée Madetoja, une des principales écoles de musique de Finlande. Ensuite, Laura Sippola passe un an en Italie. En 1994, elle s'inscrit à l'Académie Sibelius à Helsinki. En 2002, elle retourne en Italie pour la seconde fois et étudie pendant six mois au conservatoire G.B. Martini de Bologne. En 2003, elle termine ses études par un diplôme de Maîtrise de musique. Laura Sippola est douée de l'oreille absolue. Aujourd’hui elle se prépare un doctorat à l'Académie Sibelius.

## Discographie

### Albums (solo)
- 2004 : Sahara
- 2009 : Toinen
- 2010 : Stadion
- 2011 : Trenkipoika

### Singles
- 2008 : Mieli, EP
- 2009 : Mä tiedän
- 2009 : Rakkautta vain (single-edit)
- 2010 : Kesäyö
- 2011 : Kaunis mieli (single-edit)

### Collaborations
- 2000 : compositeur et arrangeur musical sur l'album Nova de Rajaton
- 2001 : compositeur arrangeur musical sur l'album Boundless de Rajaton
- 2002 : chant sur l'album Sika ja taivaalliset tarinat de Levanto & Levanto
- 2005 : compositeur et parolier sur l'album Myytävänä elämä de Laura Malmivaara
- 2006 : chant sur l'album Revolution Rock – Joe Strummer Memorial Nigh
- 2006 : compositeur et parolier sur l'album Uni de Club for Five
- 2007 : compositeur, parolier et arrangeur musical sur l'album Marmoritaivas de Johanna Kurkela
- 2007 : piano sur l'album Nuori mies de 500 kg lihaa
- 2007 : compositeur sur l'album Ensimmäinen suudelma de Jonna Järnefelt
- 2008 : chant, piano, composition, paroles et arrangeur musical sur la compilation Ipanapa 2
- 2009 : chant et piano, sur la compilation Syvissä vesissä
- 2009 : chant sur l’album Lämmin de Riku Keskinen

## Travail
En 2006 et en 2007, Laura Sippola a joué régulièrement dans le club Laulutupa (Helsinki) avec son group Tuki. Ce club est fréquenté par les musiciens de jazz finlandais (énumérés ci-dessous). Elle a organisé également une série de concerts pour les auteur-compositrice-interprète dans la salle de concert du Musée Ateneum. 
Outre sa carrière solo Laura Sippola compose pour d’autres artistes, un ensemble a cappella et des chœurs. Elle compose également de la musique instrumentale. Laura Sippola a remporté le premier prix du concourt Saimaan Savel en composant la chanson Kaunis Mieli.

## Membres de groupe
- Peter Engberg - guitares, choriste, (2000–)
- Tuure Koski - basse, contrebasse (2002-)
- Kepa Kettunen - batterie, percussion, choriste (2006-)
- Joonatan Rautio – ténor and soprano saxophones, clavier, (2003-) (occasional)